# Anschläge in Norwegen 2011

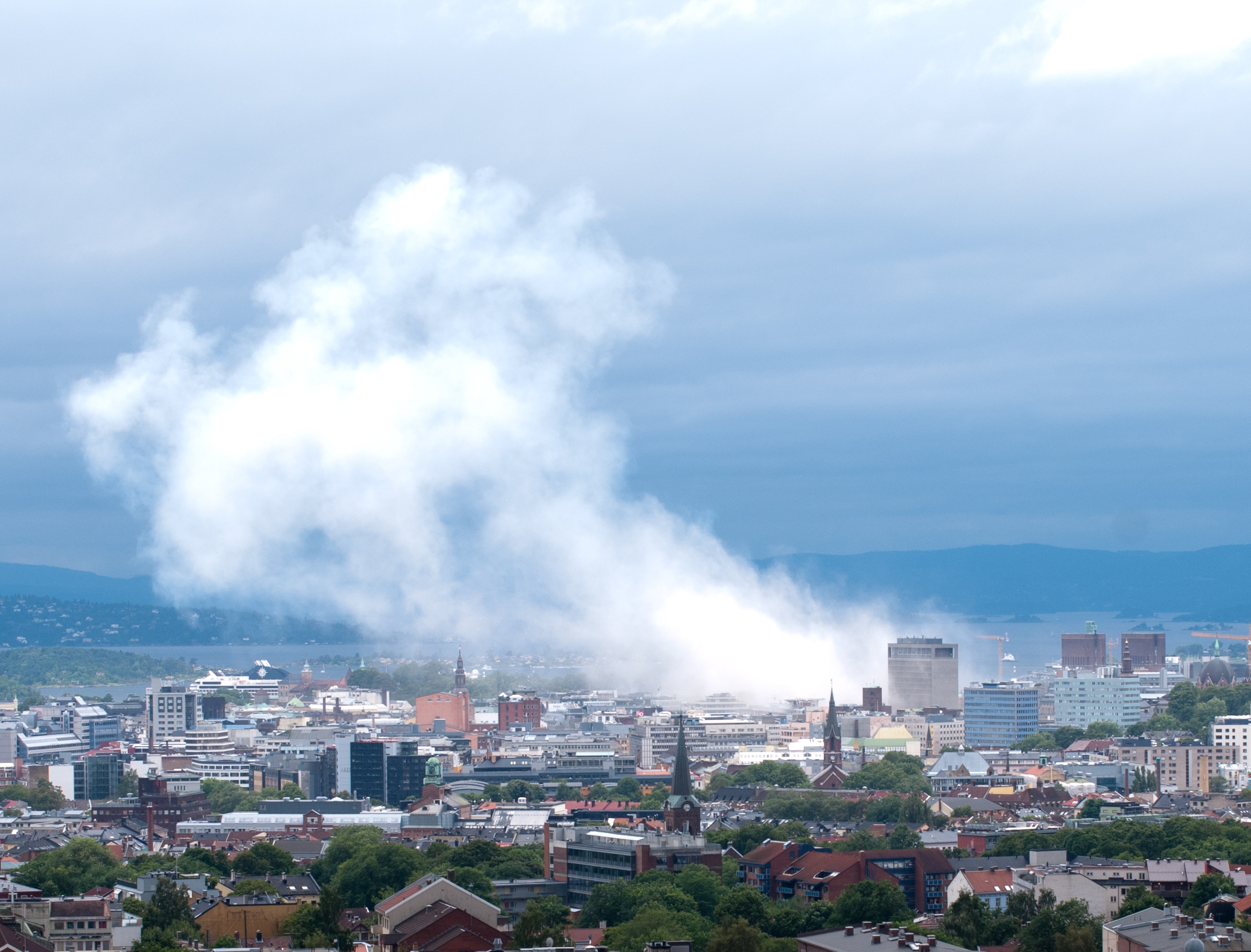
Das Regierungsviertel in Oslo kurz nach dem Bombenanschlag

Bei den Anschlägen in Norwegen am 22. Juli 2011 handelte es sich um zwei zusammenhängende terroristische Anschläge des norwegischen Rechtsextremisten Anders Behring Breivik gegen norwegische Regierungsangestellte in Oslo und gegen Jugendliche in einem Feriencamp der sozialdemokratischen Arbeiderpartiet auf der norwegischen Insel Utøya, denen 77 Menschen zum Opfer fielen.
Um 15:25 Uhr MESZ zündete Breivik vor dem Bürogebäude des Ministerpräsidenten eine Autobombe im Zentrum der norwegischen Hauptstadt. Bei der Explosion wurden acht Menschen getötet und weitere zehn Menschen verletzt.
Zwei Stunden später erschoss der Täter mit dem Selbstladegewehr Ruger Mini-14 auf der Insel Utøya in einem Feriencamp der Jugendorganisation der Arbeiderpartiet, Arbeidernes Ungdomsfylking (AUF), 69 Menschen. Das Massaker dauerte etwa 90 Minuten.
Breivik wurde am frühen Abend des 22. Juli auf Utøya als Tatverdächtiger festgenommen; er gestand die Taten am nächsten Tag und äußerte islamfeindliche Motive. Vor der Tat hatte er ein über 1500 Seiten umfassendes Dokument verschickt, in dem er versuchte, seinen Anschlag zu rechtfertigen. Laut einem am 29. November 2011 bekanntgegebenen rechtspsychiatrischen Gutachten litt Breivik an einer schweren Psychose und war zur Tatzeit nicht zurechnungsfähig. Ein zweites Gutachten kam zu einem gegenteiligen Ergebnis. Im August 2012 wurde Breivik von einem norwegischen Gericht für zurechnungsfähig erklärt und zu 21 Jahren Gefängnis mit anschließender Sicherungsverwahrung verurteilt, der Höchststrafe.

## Planung
Die Attentate, wie sie Breivik am 22. Juli 2011 verübte, waren nur ein mögliches Szenario, das er in Erwägung zog. Er habe erhebliche Probleme beim Bau der Bomben gehabt, weshalb schließlich das Zeltlager auf Utøya in seinen Fokus rückte.
In Breiviks Manifest sind Planung, Materialbeschaffung und Maßnahmen, um nicht aufzufallen, ausführlich beschrieben. Für die Tage vor dem Attentat habe er 2000 Euro für eine „Edelhure“ beiseite gelegt und ging noch einmal auf die Sonnenbank, teilte Breivik mit. 2006 widmete er sich fast ein Jahr lang täglich fast ausschließlich dem Online-Computerspiel World of Warcraft, bis zu 16 Stunden jeden Tag. Sein Entschluss zum Attentat stand da bereits fest. Ein anderes Computerspiel, Call of Duty: Modern Warfare 2 nutzte Breivik eigenen Angaben zufolge zur Vorbereitung auf die Attentate.

## Bombenanschlag in Oslo
Die Explosion durch eine Autobombe ereignete sich im Regierungsviertel in der Grubbegata zwischen dem Erdöl- und Energieministerium und dem 17-stöckigen Hochhaus Høyblokken, in dem mehrere Ministerien und das Büro von Ministerpräsident Jens Stoltenberg untergebracht waren. In einem VW-Crafter-Kleintransporter wurde eine Bombe auf Basis von 950 Kilogramm ANC (Ammoniumnitrat und Dieselöl) zur Explosion gebracht. Durch die Explosion wurden acht Menschen getötet. Mehrere Gebäude wurden beschädigt. Die Baustruktur, auf der der Kleintransporter geparkt war, brach ein. Dieser Einbruch hat aber nach Darstellung des im Gerichtsverfahren vernommenen Spezialisten die Stärke der Druckwelle nur unwesentlich verringert.
Im Öl- und Energieministerium entstand in den oberen Stockwerken ein Brand. Die Druckwelle der Explosion brachte Fensterscheiben im Umkreis von einem Kilometer zum Bersten. Trümmerteile von Gebäuden lagen in den Straßen rund um den Anschlagsort verstreut. Weniger als drei Stunden nach der Explosion hatte die Polizei mithilfe von Überwachungsvideos das Kennzeichen des Kleintransporters herausgefunden und auch Anders Behring Breivik als Fahrzeugführer identifiziert. Unmittelbar nach dem Verlassen des Tatorts fuhr Breivik mit einem in der Nähe geparkten anderen Fahrzeug nach Utøya. Nur kurz vor dem Anschlag schloss die Delta-Spezialeinheit im Regierungsviertel eine Übung ab, die Terrorbekämpfung zum Ziel hatte.

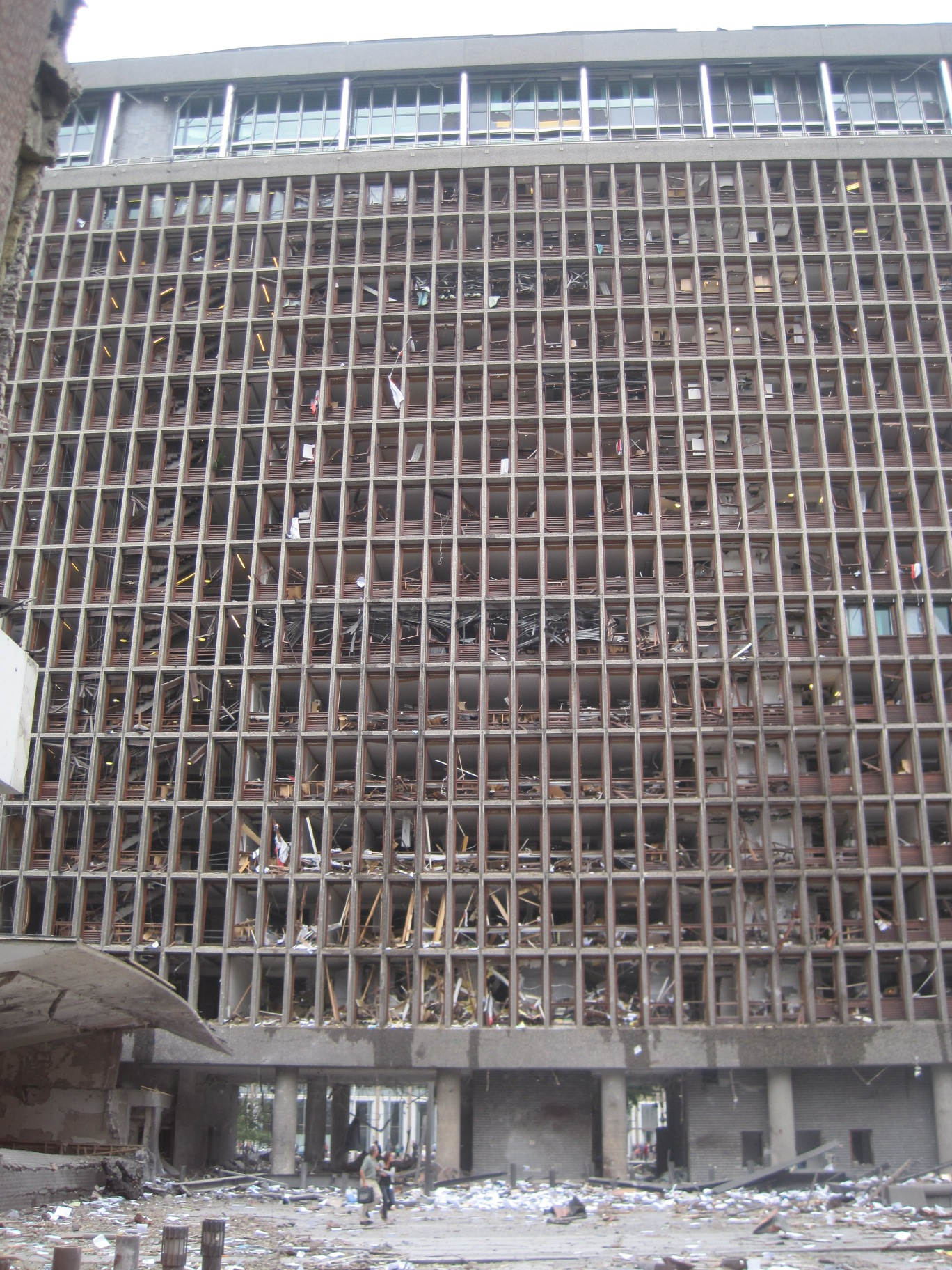
Das beschädigte Bürogebäude des Ministerpräsidenten
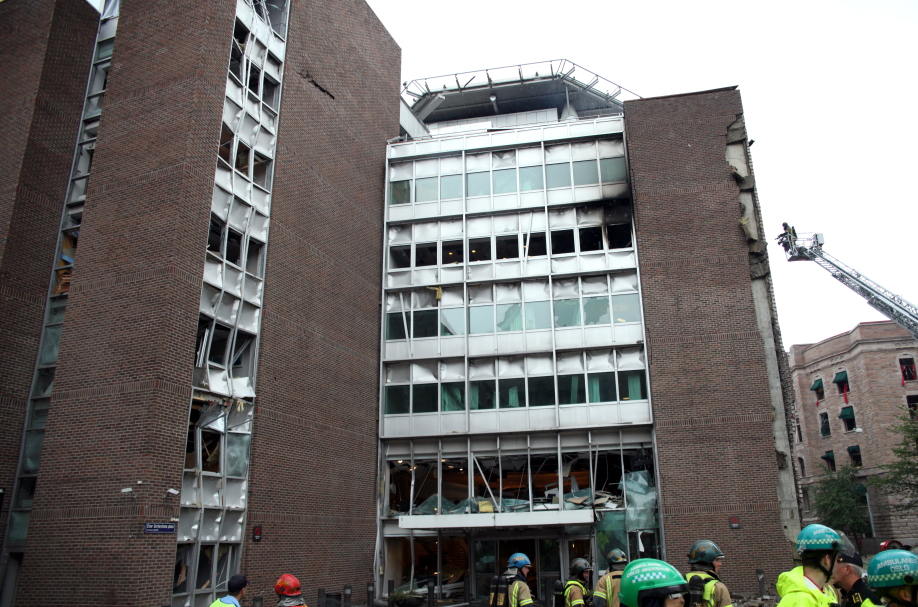
Das durch die Detonation beschädigte Erdöl- und Energieministerium
Anschlagsort in Oslo zwischen dem Büro des Staatsministers (H-Block) und den Ministerien für Erdöl und Energie und für Handel und Industrie (R4)
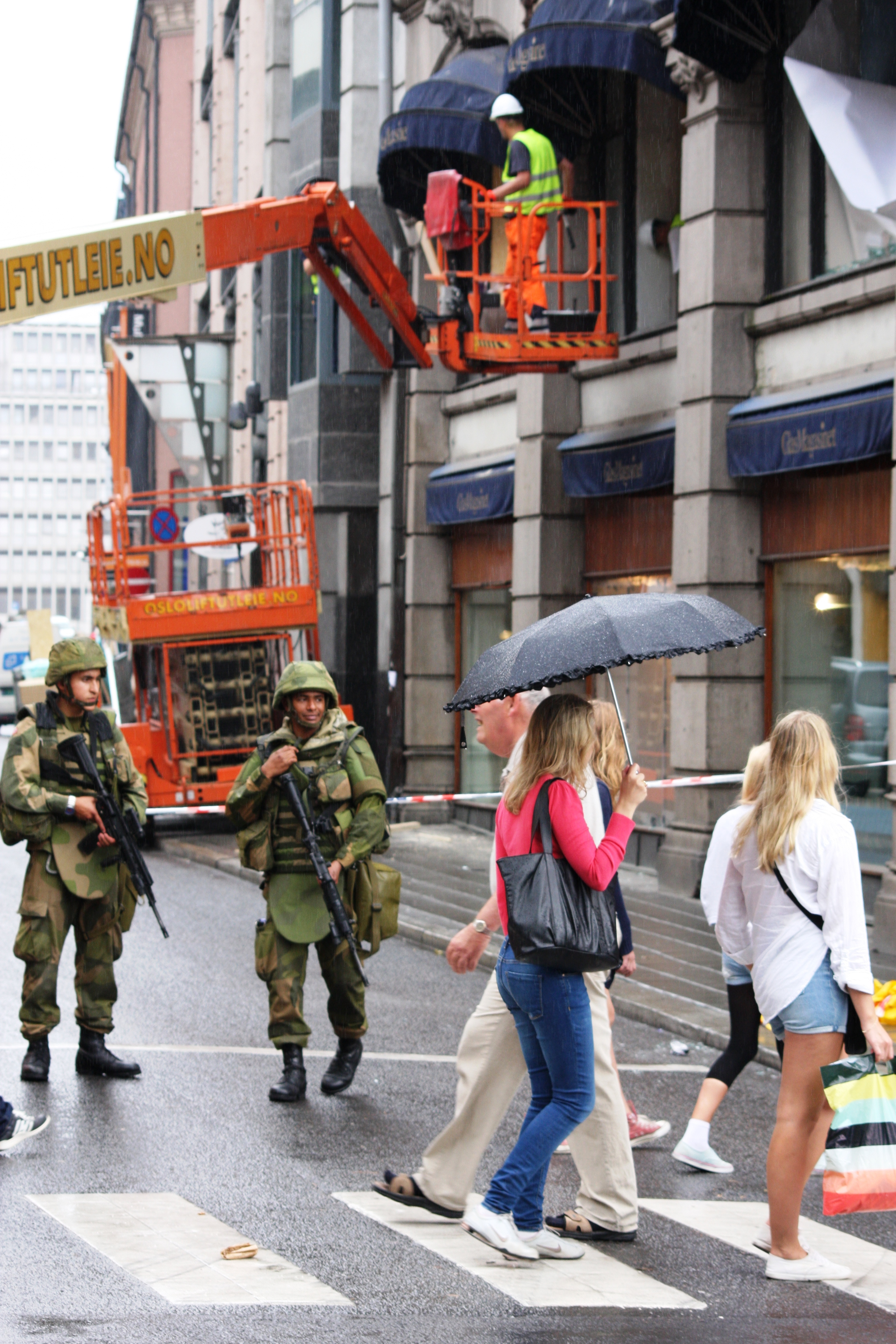
Der Innenstadtbereich von Oslo wurde einige Zeit abgeriegelt, während dort Aufräumarbeiten stattfanden.

## Anschlag auf Utøya

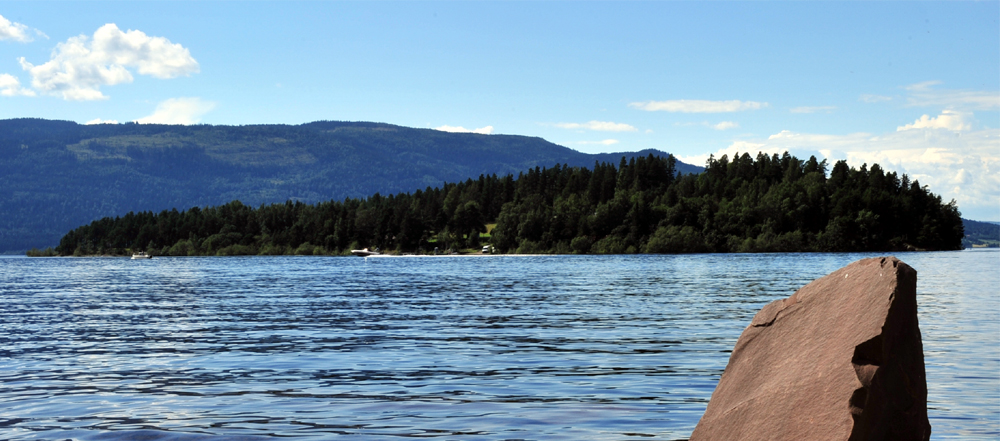
Die Insel Utøya

Auf der rund 30 Kilometer nordwestlich von Oslo im Tyrifjord gelegenen Insel Utøya befanden sich etwa 560 Menschen, überwiegend Jugendliche in einem Sommercamp, das von der Arbeidernes Ungdomsfylking (AUF), der Jugendorganisation der sozialdemokratischen Arbeiderpartiet, alljährlich veranstaltet wurde. Der Täter erreichte die Insel um 17:15 Uhr. Von etwa 17:20 Uhr bis 18:35 Uhr schoss der Täter gezielt auf seine Opfer und tötete dabei 69 Menschen.
Am frühen Nachmittag hatte die langjährige Ministerpräsidentin Norwegens, Gro Harlem Brundtland, dort einen Vortrag gehalten. Breivik wollte auch Brundtland ermorden, die er in Internet-Debatten „Landesmörderin“ genannt hatte, weil er sie als hauptverantwortlich für die norwegische Immigrationspolitik ansah. Sie hatte jedoch einige Minuten vor seiner Ankunft die Insel verlassen.

### Tathergang
Breivik, der eine Polizeiuniform trug und vorgab, als Polizist für die Sicherheit der Sommercamp-Teilnehmer abgestellt worden zu sein, setzte zusammen mit Monica B., die Leiterin des Sommerlagers war, gegen 17:00 Uhr mit dem Boot MS Thorbjørn, das der AUF gehört, zur Insel über. Auf der Insel angekommen, ging er zusammen mit Monica ins Haupthaus der Insel, wo sie auf Trond B., der als unbewaffnete Wache für das Sommerlager angestellt wurde, trafen. Beide waren die ersten Opfer, als Breivik im Haupthaus das Feuer eröffnete. Nachdem Breivik über der Insel Amok gelaufen war, ging er zum Wasser und schoss auf Jugendliche, die sich in den Tyrifjord flüchteten und zum Teil versuchten, zum 600 Meter entfernten Festland zu schwimmen. Nach einem Augenzeugenbericht ermordete er mit Kopfschüssen gezielt sich totstellende Verwundete und verschonte zwei Jugendliche bewusst, die ihn jeweils unabhängig voneinander aufgefordert hatten, sie nicht zu töten. Einige Camper, insbesondere diejenigen, die die Insel gut kannten, schwammen zur felsigen Westseite der Insel und versteckten sich in Höhlen, die nur vom Wasser aus zugänglich sind. 23 überlebende Jugendliche haben sich in einer Höhle auf der Insel versteckt. 47 der Überlebenden, darunter Angehörige der Organisation Norwegische Volkshilfe, suchten während des Anschlags Zuflucht im Schulungshaus der Insel. Zwar schoss Breivik mehrmals durch die verriegelte Tür, konnte diese aber nicht überwinden und gelangte auch nicht auf anderem Wege ins Haus.
Um 17:27 Uhr verzeichnete das Protokoll der Polizei von Nord-Buskerud den Eingang des ersten Notrufs. Etwa eine halbe Stunde nach Beginn der Erschießungen meldete sich der Täter selbst telefonisch bei der Polizei, da er sich ergeben wollte. Der Täter verfolgte seine Opfer über die Insel, bis er nach etwa 72 Minuten von der Anti-Terror-Einheit Beredskapstroppen gestellt wurde und sich widerstandslos festnehmen ließ. Etwa 150 Jugendliche wurden mit Booten aus dem Wasser gerettet. Der deutsche Dachdecker Marcel Gleffe rettete allein mindestens 20 Menschenleben.
Drei Wochen nach den Anschlägen wurde auf der Insel Utøya eine Tatortbegehung mit Rekonstruktion des Tatherganges durchgeführt. Breivik habe bei jener Rekonstruktion zwar mit den Beamten zusammengearbeitet, aber keine Reue gezeigt.

### Opfer
Unter den 69 Todesopfern auf der Insel Utøya befand sich Tore Eikeland, Vorsitzender der AUF in Hordaland. Auch der Stiefbruder der norwegischen Kronprinzessin Mette-Marit und die Organisatorin des Ferienlagers waren unter den Toten. 67 der Opfer starben an Schusswunden, eines stürzte bei der Flucht tödlich von einem Felsen, eines ertrank bei der Flucht. Die Opfer waren zwischen 14 und 51 Jahre alt, 32 von ihnen unter 18 Jahre. Breivik traf die final Verstorbenen durchschnittlich 2,8 mal, ein einzelnes Opfer acht Mal. Er gab insgesamt mindestens 187 Schüsse ab, mit denen er Personen traf, die sofort oder an den Folgen verstarben. 33 Personen auf Utøya wurden durch Schüsse verletzt, überlebten aber. Die genauen anatomischen Schussverläufe und Verletzungen, Aussagen über die vermutliche Todesursache sowie Details zur Auffindesituation wurden dokumentiert und Teil der Anklageschrift.
Eine Liste der Opfer mit Fotos wurde von der norwegischen Zeitung Aftenposten veröffentlicht.

## Täter
Die Polizei bestätigte auf einer Pressekonferenz, dass der festgenommene und geständige Verdächtige auch am Tatort in der Osloer Innenstadt gesehen worden sei. Bei dem Verhafteten handelte es sich nach Angaben des stellvertretenden Polizeichefs von Oslo um den zum Tatzeitpunkt 32-jährigen gebürtigen Norweger Anders Behring Breivik. Auf den Inhaber eines Landwirtschaftsunternehmens in der Gemeinde Åmot waren zwei Waffen im staatlichen Register eingetragen, darunter eine Pistole vom Typ Glock. Aufgrund seiner früheren Tätigkeiten und Äußerungen wird sein politischer Standpunkt als rechtsextrem beschrieben. Breivik sagt von sich, er sei kein Christ und glaube an Odin.
Noch in der Nacht zu Samstag durchsuchten Polizeispezialkräfte Breiviks Wohnung in Oslo und den Landwirtschaftsbetrieb Breivik Geofarm. Dabei wurde bekannt, dass Breivik sich im Mai sechs Tonnen Mineraldünger hatte liefern lassen, den er, wie sich später herausstellte, zum Bau einer Bombe verwendete. Während der polizeilichen Vernehmung vom 22. Juli gestand Breivik, eine 950-Kilogramm-Bombe im Osloer Regierungsviertel zur Explosion gebracht zu haben. Bei ihr handelte es sich um eine Autobombe.
Breivik legte einen Tag nach der Tat zwar ein Geständnis ab, bekannte sich jedoch keines Verbrechens schuldig. Am 25. Juli wurde Breivik dem Haftrichter vorgeführt, der eine achtwöchige Untersuchungshaft, darunter vier Wochen in Isolationshaft, anordnete.

### Manifest
Breivik versandte kurz vor der Tat ein gemeinhin als „Manifest“ bezeichnetes rund 1500-seitiges Pamphlet an 1003 E-Mail-Empfänger, darunter Nachrichtenredaktionen und rechtsgerichtete Politiker. In dem 2083 A European Declaration of Independence (2083 Eine Europäische Unabhängigkeitserklärung) betitelten Dokument erklärte er unter anderem, wie er die Anschläge vorbereitet hatte. Die Schrift enthält ein in Tagebuchform geführtes Protokoll über die Vorbereitung der Anschläge. Das Pamphlet besteht in großen Teilen aus einer Zusammenstellung fremder Texte von zahlreichen antiislamischen, rechtsgerichteten Blogs wie Gates of Vienna. Breivik stilisierte sich in der Schrift als Retter einer christlich-europäischen Ordnung. Er griff dabei rechtspopulistische Ideen national-konservativer Intellektueller auf, die einen vermeintlichen Kulturmarxismus, der für eine angeblich geplante Islamisierung Europas verantwortlich gemacht wird, sowie weitere „fremde Einflüsse“ u. a. unter Berufung auf die Konservative Revolution bekämpfen. Nach eigener Darstellung plante Breivik die Tat seit neun Jahren. Weiter schrieb er, er wolle das Pamphlet für die Zeit nach einer möglichen Festnahme in einer „Propagandaphase“ nutzen.
Mehrere der als „ideologische Vordenker“ des norwegischen Massenmörders bezeichneten Personen wie Bat Yeʾor, auf deren Thesen Breiviks islamophobe Ideologie maßgeblich fußt, der norwegische Blogger Fjordman, aus dessen Schriften sich Breivik umfänglich bediente, und der englische mutmaßliche Rechtsradikale Paul Ray distanzierten sich von Breiviks Gewalttaten und äußerten Bedauern darüber, dass ihre Schriften möglicherweise eine der „Inspirationen“ Breiviks gewesen sein könnten.
Das Manifest enthält konkrete Anleitungen zur Wirkungssteigerung von Kampfmitteln und Schusswaffen. In Sicherheitskreisen wird dies als Zäsur für die Gefahrenabwehr diskutiert, welche die Schutzfunktion der Normen des Sprengstoff- und Waffengesetzes in Frage stellt.

### Videoaufnahme
Rund sechs Stunden vor den Anschlägen wurde eine Videoaufnahme auf den Videoportalen YouTube und Veoh veröffentlicht, die einige Kernpunkte von Breiviks Declaration zusammenfasst und den Täter unter anderem mit einem Gewehr zeigt. Bei dem Gewehr handelt es sich um eine modifizierte Ruger Mini-14, auf die er in seinem Manifest eingeht. Die Entstehung dieses Videos ist ebenfalls in dem Schreiben dokumentiert. Demnach hat Breivik Wert darauf gelegt, auf den Fotos und in dem Video gepflegt auszusehen; er sah die Bilder nach eigener Aussage als „Werbe-Material“ für eines der „einflussreichsten Individuen dieser Zeit“.

## Reaktionen

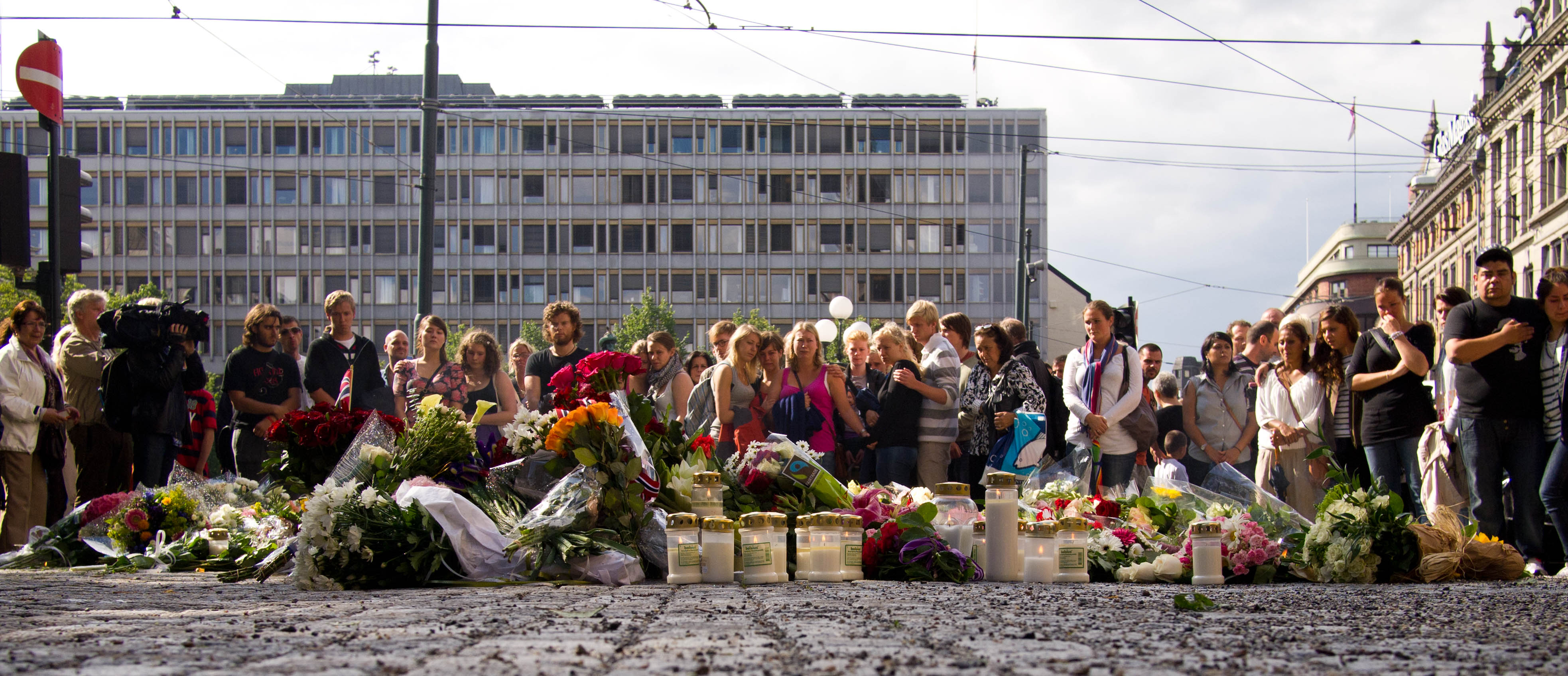
Gedenken an die Opfer

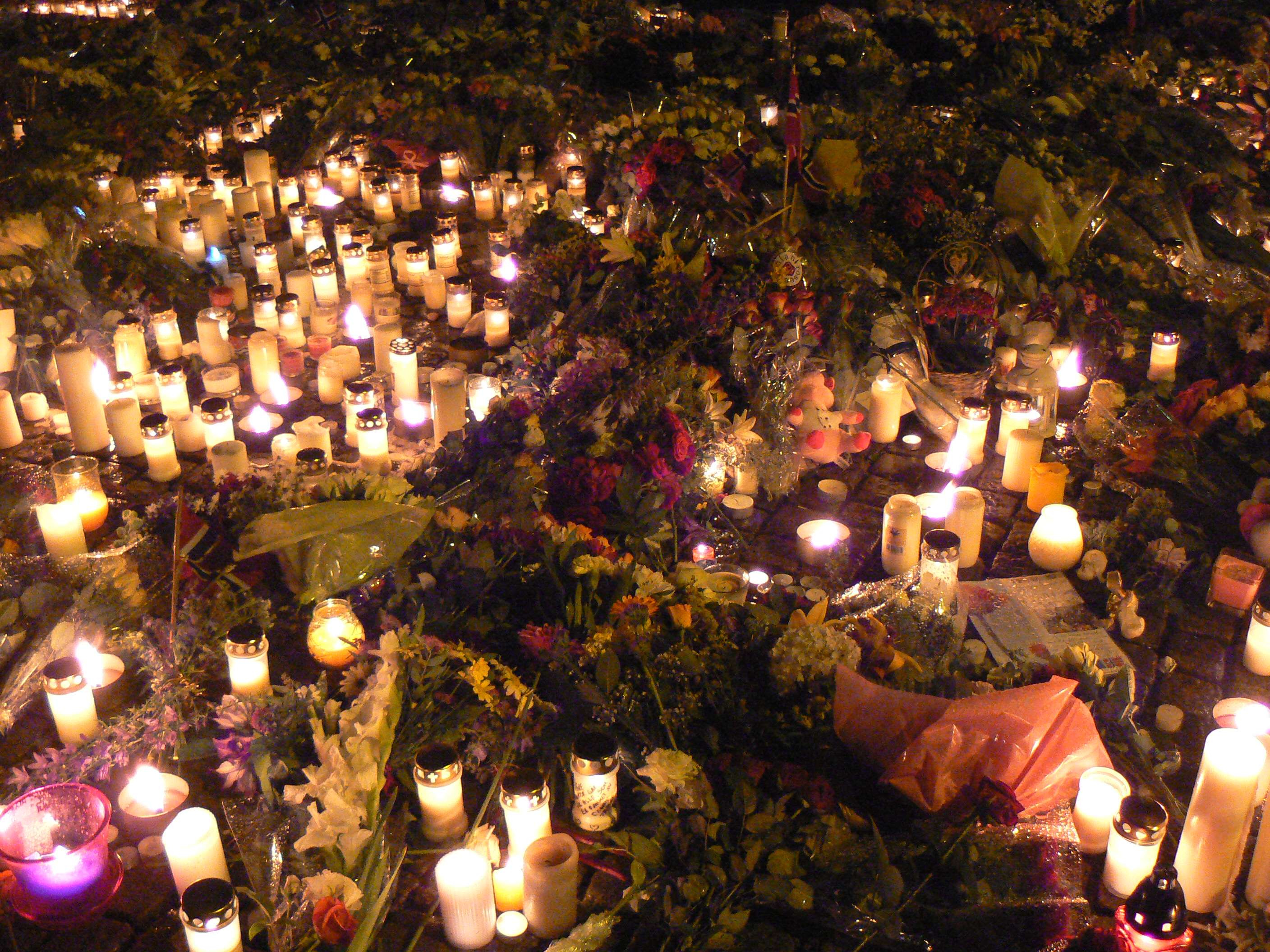
Blumen zum Gedenken an die Opfer

Unmittelbar nach dem Bombenanschlag in der Innenstadt spekulierten einige Medien kurzzeitig über einen islamistischen Hintergrund. Verstärkt wurde diese Annahme durch ein Bekennerschreiben einer bisher unbekannten islamistischen Gruppierung, welches sich jedoch bald als falsch herausstellte.

### In Norwegen
Der norwegische Ministerpräsident Jens Stoltenberg bewertete das Ereignis als schlimmste Katastrophe in Norwegen seit dem Zweiten Weltkrieg. In einer ersten Pressekonferenz mit dem norwegischen Justizminister Knut Storberget bekräftigte Stoltenberg am Abend des 22. Juli: „Ihr werdet unsere Demokratie und unser Engagement für eine bessere Welt nicht zerstören. [Niemand könne Norwegen] zum Schweigen schießen“. Zwei Tage nach den Attentaten sagte Stoltenberg in seiner Rede bei dem Trauergottesdienst im Osloer Dom: „Noch sind wir geschockt, aber wir werden unsere Werte nicht aufgeben. Unsere Antwort lautet: mehr Demokratie, mehr Offenheit, mehr Menschlichkeit.“ Der Osloer Dom wurde in den Tagen nach den Anschlägen zum Mittelpunkt der Trauerbekundungen, der Platz vor dem Dom war tagelang mit Rosen übersät.
Am 25. Juli gedachten die Bürger Norwegens und der skandinavischen Nachbarländer mit einer Schweigeminute der Opfer. Alle Eisenbahnzüge wurden zum Halten gebracht, in der Hauptstadt Oslo auch der Straßenverkehr. Am Abend versammelten sich mehrere Hunderttausend Norweger in Oslo und anderen Städten, um zusammen gegen Gewalt auf die Straße zu gehen und der Opfer zu gedenken.
Am 21. August fand in Oslo eine nationale Gedenkfeier statt, an der neben der norwegischen Königsfamilie auch Mitglieder des schwedischen und des dänischen Königshauses sowie die Präsidenten Islands und Finnlands teilnahmen. Bei der Veranstaltung traten auch verschiedene Künstler auf, unter anderem die norwegische Band a-ha, die sich bereits Ende 2010 aufgelöst hatte.
Am 26. April 2012 gedachten in Oslo rund 40.000 Menschen der Opfer der Anschläge und protestierten gegen die Taten. Geleitet wurde die Veranstaltung von Lillebjørn Nilsen, dem Autor des norwegischen Liedes Barn av regnbuen (dt. Kinder des Regenbogens). Das Lied wurde von den Teilnehmern gemeinsam gesungen. An der Gedenkveranstaltung nahmen auch die Kulturminister der skandinavischen Länder teil.
Nach den Anschlägen gewann das Lied Mitt lille land (Mein kleines Land) starke Popularität als „Symbol der Trauer“ und wurde als „neue Nationalhymne“ bezeichnet.
Anlässlich des ersten Jahrestages der Anschläge von Oslo und Utøya fanden in ganz Norwegen Gedenkgottesdienste statt. Zu den zentralen Gedenkveranstaltungen zählte neben einem Gottesdienst in dem Osloer Dom im Beisein des norwegischen Königs ein Konzert vor dem Rathaus von Oslo.
Für den 13. August 2012 wurde ein Untersuchungsbericht veröffentlicht, in dem das Verhalten von Polizei und Behörden am 22. Juli 2011 analysiert wurde. Am 24. August 2012 erfolgte der Urteilsspruch gegen den Attentäter Anders Behring Breivik. Er wurde zu 21 Jahren Freiheitsstrafe mit anschließender Sicherungsverwahrung verurteilt, seit dem 7. September 2012 ist das Urteil rechtskräftig.

### International
Der Sicherheitsrat der Vereinten Nationen verurteilte die Anschläge in Norwegen. In einer gemeinsamen Erklärung sprachen sich die 15 Ratsmitglieder am 23. Juli „auf das Schärfste [gegen die Taten aus,] alle Terrorakte sind verbrecherisch und unentschuldbar, was auch immer ihr Beweggrund ist“, hieß es in der Erklärung. Im gleichen Sinn äußerten sich Staats- und Regierungschefs der meisten Staaten. Die Sprecher verschiedener rechtsgerichteter und islamkritischer Organisationen distanzierten sich von Breivik.
Der deutsche Bundesinnenminister Hans-Peter Friedrich forderte nach den Anschlägen in Norwegen und dem Bekanntwerden der Identität des Bloggers Fjordman ein Ende der Anonymität im Internet. Politisch motivierte Täter wie Anders Behring Breivik fänden im Internet radikalisierte Thesen. Fjordman und andere anonyme Blogger hätten ihre „wahre Identität zu offenbaren“ und „mit offenem Visier“ zu argumentieren.

### Kritik an der Polizei und Rücktritt des Polizeichefs

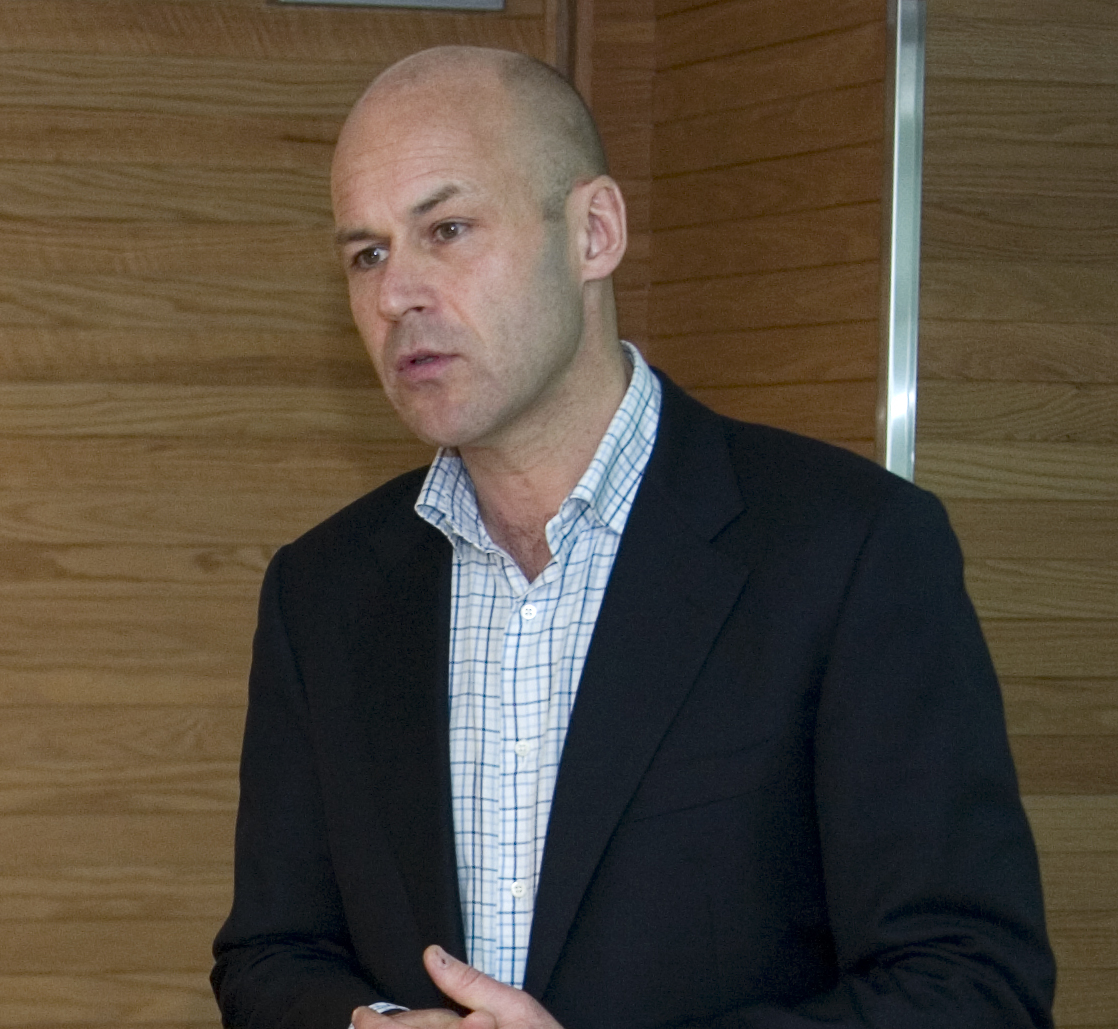
Øystein Mæland

Die Spezialeinheit Beredskapstroppen wurde hinsichtlich der Zeitdauer von rund einer Stunde kritisiert, die sie bis zum Erreichen der Insel benötigte. Erklärt wurde dies mit dem Urlaub sämtlicher Hubschrauberpiloten sowie dem Maschinenschaden des polizeieigenen Bootes, wodurch andere Boote und eine weiter entfernt befindliche Ablegestelle genutzt werden mussten.
Nach ihrer Ankunft nahm die Beredskapstroppen einen 17-jährigen aus Tschetschenien stammenden Überlebenden fest, der nach siebzehn Stunden aus der Haft entlassen wurde. Der norwegische Rechtsanwalt Harald Stabell kritisierte die mangelnde Benachrichtigung seiner Familie, die zu dieser Zeit nach Überlebenden suchte und Tote identifizierte. Das Verhör sei außerdem ohne Gegenwart eines Anwaltes durchgeführt worden.
Nach der Kritik einer Expertenkommission am Polizeieinsatz im August 2012 trat Norwegens Polizeichef Øystein Mæland mit sofortiger Wirkung zurück. Mæland, der das Amt kurz vor den Anschlägen angetreten hatte, begründete den Schritt mit mangelndem politischen Rückhalt.

### Ort des Gedenkens
Um einen Ort des Gedenkens auf der Insel Utøya entstand ein jahrelanger Konflikt zwischen Überlebenden des Anschlags und Angehörigen der Opfer mit Bewohnern, die nicht täglich an die Geschehnisse von 2011 erinnert werden wollen und Retraumatisierung fürchten. Anwohner einer nahegelegenen Halbinsel nördlich von Utøya verhinderten eine Gedenkstätte, die bereits 2015 hätte fertiggestellt werden sollen. Im September 2020 erwirkten Kritiker einen Stopp für das Aufstellen von drei Meter hohen Stelen am Fährkai von Utøya. Im Februar 2021 entschied ein Gericht, dass das Denkmal gebaut werden darf. Am 18. Juni 2022 wurde die Gedenkstätte am Kai eröffnet. Sie besteht aus 77 Bronzesäulen – eine für jedes Todesopfer.

## Filme
- Erik Poppe drehte Utøya 22. Juli, der 2018 veröffentlicht wurde.
- Paul Greengrass inszenierte den 2018 veröffentlichten Film 22. Juli.

## Dokumentation
- Tommy Gulliksen: Hölle im Paradies – Das Massaker von Utöya. DOK, Schweizer Fernsehen vom 26. Oktober 2011 (51 Minuten, Video, Inhaltsverzeichnis (Memento vom 7. November 2011 im Internet Archive)).
- Seconds from Disaster: Norway Massacre: I Was There, National Geographic, 2012, 45 Minuten.[89]
- This World – Norway's Massacre. BBC, 2011, 59 Minuten. Video